# مقبرة أنارکلي
مقبرة أناركالي هي نصب تذكاري للمغول من القرن السادس عشر مثمن الأضلاع في لاهور عاصمة مقاطعة البنجاب الباكستانية.

## الخلفية
تقع مقبرة أناركالي على أراضي مجمع أمانة البنجاب المدنية في لاهور بالقرب من المركز التجاري الذي يعود إلى الحقبة البريطانية جنوب غرب مدينة لاهور المسورة. تعتبر واحدة من أقدم المقابر المغولية التي لا تزال موجودة، وتعتبر واحدة من أهم المباني في أوائل فترة المغول. يستخدم المبنى حاليًا كأرشيف البنجاب والوصول العام إليه محدود.

## التاريخ
يعود تاريخ بناء المقبرة إما إلى 1599أو 1615 بعد الميلاد.
قيل أن المقبرة بناها الإمبراطور المغولي جهانجير لحبيبته أناركلي، وفقًا للأسطورة تم القبض عليها من قبل الإمبراطور أكبر عندما طلب رؤيتها جهانجير وكان يعرف باسم الأمير سليم، في ذلك الوقت وبحسب ما ورد كانت أنركالي محظية للإمبراطور أكبر، ويقال إن هذا الإجراء أثار غضب الإمبراطور أكبر لدرجة أنه دفن أنركالي حية في جدار. عندما اعتلى الأمير سليم العرش واتخذ اسم «جهانجير»، ورد أنه أمر ببناء قبر فوق موقع الجدار الذي قيل إن أنركالي دفنت فيه.
ذكر مؤرخ القرن الثامن عشر عبد الله جغاتاي أن القبر لم يكن مثوى أناركالي، ولكن بدلاً من ذلك لزوجة جهانجير المحبوبة صاحب جمال بيجوم، يقبل العديد من المؤرخين المعاصرين سذاجة هذه الرواية. يستخدم المبنى حاليًا كأرشيف البنجاب، لذا فإن وصول الجمهور محدود.
في زمن إمبراطورية السيخ احتل خاراك سينغ القبر، ثم تم تدنيسه لاحقًا بتحويله إلى مقر إقامة زوجة الجنرال جان بابتيست فينتورا الذي كان يعمل في جيش رانجيت سينغ.  ثم تم تحويل القبر خلال فترة الحكم البريطاني إلى مكاتب دينية في عام 1847 قبل إعادة تخصيص المقبرة في كنيسة سانت جيمس الأنجليكية في عام 1851، واعتبرت لاحقًا «الكاتدرائية البروتستانتية في لاهور». وأعيد استخدام المقبرة لتصبح مكتب تسجيل البنجاب. 
تمت إزالة النصب التذكاري للمقيم عندما أعيد تحويل القبر إلى كنيسة. عندما لم يعد المبنى يستخدم ككنيسة، تم وضع التابوت في موقع المذبح السابق وليس في الموقع الأصلي للمقبرة. 

## الهندسة المعمارية

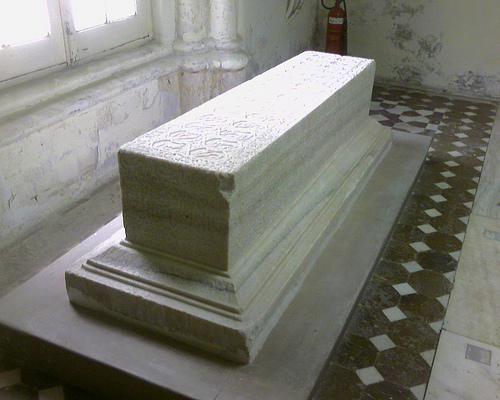
القبر المنقوش الغني مصنوع من الرخام الأبيض.

أساس المقبرة هو الشكل الأساسي للمثمن مع قياسات متناوبة من 44 قدمًا و 30 قدمًا لكل جانب مع أبراج شبه مثمنة في كل زاوية. تعلو المقبرة أيضًا قبة مزدوجة، وهي واحدة من الأمثلة السابقة لمثل هذه القبة من العصر المغولي. ترتكز القبة على 8 أقواس يبلغ قياس كل منها 12 قدماً و 3 بوصات. 
كانت الأقواس الكبيرة في جوانب المبنى مفتوحة في يوم من الأيام على الطراز المغولي النموذجي ولكن تم إغلاقها من قبل البريطانيين.
المبنى اليوم مغطى بالبياض وبحسب ما ورد كانت تحيط به حديقة ذات مرة.  يستخدم المبنى حاليًا كأرشيف البنجاب، لذا فإن الوصول إلى الجمهور محدود.

### القبر
يتألف النصب التذكاري الرخامي الأبيض من نقوش تحمل أسماء الله الحسنى الـ99 وقد وصفها مؤرخو القرن التاسع عشر بأنها «من أرقى قطع النحت في العالم».
بالإضافة إلى أسماء الله الـ99 نقش القبر مع مقطع فارسي كتبه الإمبراطور جهانجير يقول: «آه! هل يمكن أن أرى وجه حبيبي مرة أخرى، سأشكر إلهي حتى يوم القيامة.»

## حمايتها
المقبرة مدرجة في آثار التراث المحمي التابعة لإدارة الآثار في البنجاب.